# Manuel Files
Manuel Files (Manuel Phile o Philes, Μανουὴλ ὁ Φιλη̂ς) (vers 1274-1340) fou un poeta romà d'Orient nadiu d'Efes. Va extreure composicions poètiques d'altres i en va fer de pròpies en l'anomenat 
"versus politici" (στίχοι ι0αμβικοὶ), la menys melodiosa de les poesies.
Les seves obres són:
- De Animalirum Proprietate (Στ χοι ἰαμβικοὶ περὶ ζώων ἰδιότητος)
- Εἰς τὸν κακοπαθη̂ μοναχὸν λωβὸν, In Monachum Leprosum
- εἰς τὸν αὐτοκράτορα βασιλέα, In Augustum, id est Andronicum Seniorem
- De Plantis, εἰς τὸν σταχὺν (in Spicam), εἰς τὸν βότρυν (in Uvam), εἰς τὸ ῥόδον (in Rosam), εἰς τὴν ῥοίαν (in Malum Punicum)
- In Cantacuzienum (Joannem)
- Epigrammata
- In Augustum, id est, Andronicum Seniorem
- εἰς τὸν ἐλέφαντα, In Elephantem
- Περὶ σηροσκοληρός, De Bombyce sire Verme Serico
- Epigrammanta
- Eulogium ad Pachymerae
- Epitaphium in Phaerasem
- In Templum Evergetae (versos).